# Cosmophasis australis
Cosmophasis australis là một loài nhện trong họ Salticidae.
Loài này thuộc chi Cosmophasis. Cosmophasis australis được Eugène Simon miêu tả năm 1902.